# Manoor (K), Aurad
Manoor (K) là một làng thuộc tehsil Aurad, huyện Bidar, bang Karnataka, Ấn Độ.